# Yes, peut-être
Yes, peut-être est une pièce de théâtre de Marguerite Duras créée le 5 janvier 1968 au Théâtre Gramont, ensemble avec le Shaga de la même auteure,  et publiée en 1968 aux éditions Gallimard comme troisième pièce du tome Théâtre II.

## Résumé
Deux femmes, appelées "A" et "B", se rencontrent dans un paysage
désertique devant un soldat agonisant. On apprend de leur dialogue
dans un français déformé et appauvri que la terre est dévastée par une
guerre mondiale.

## Distribution à la création
- mise en scène : Marguerite Duras
- Claire Deluca
- Marie-Ange Dutheil
- René Erouk